# Eugène Le Roy
Eugène Le Roy, född 29 november 1836 i Hautefort, död 4 maj 1907 i Montignac, Dordogne, var en fransk republikan, antiklerikal, fritänkare och frimurarförfattare..